# Bruno Castellani
Bruno Castellani (Gradisca d'Isonzo, 7 settembre 1907 – ...) è stato un calciatore italiano, di ruolo centrocampista.

## Carriera
Ha esordito in Serie A con la maglia della Triestina il 6 ottobre 1929 in Triestina-Torino (0-1).
Ha giocato in massima serie anche con le maglie di Torino, Palermo ed Alessandria.